# Aldeia do Rio Branco
Aldeia Rio Branco é a denominação da aldeia M'Bya Guarani localizada na terra indígena do Rio Branco, que abrange seu território nos municípios de Itanhaém, São Vicente e São Paulo.

## Aspectos Históricos das Comunidades Indígenas no Brasil
No passado, o Brasil foi povoado por sociedades indígenas que possuíam uma complexa diversidade cultural e étnica. Foi no período das grandes navegações que os primeiros estrangeiros tiveram contato com o povo nativo do território que hoje compreende ao Brasil e, segundo dados da FUNAI (2014), a população desse povo se aproximava a três milhões de índios. Nossos colonos provocaram significativos impactos para esse povo e historicamente a população indígena vinha decrescendo drasticamente. Dados da FUNAI (2014) apontam que os 3 milhões de índios que existiam no ano de 1.500 foram reduzidos para 70 mil indivíduos na década de 1950. Felizmente, dados apontam que esse quadro passou a se reverter a partir do ano 2.000, quando a população indígena voltou a crescer. Para se ter noção dos impactos provocados pelos europeus, segundo o Ministério da Justiça (2014), no início do séc. XVI eram faladas 1.300 línguas diferentes no Brasil e esse número caiu atualmente para 274, como aponta um levantamento do Instituto Brasileiro de Geografia e Estatística divulgado pela FUNAI (2014). Tendo em vista a problemática apresentada, a Fundação Nacional do Índio, entidade vinculada ao governo federal, se empenha para que a cultura indígena seja preservada. A importância da cultura indígena está atribuída aos seus grandes conhecimentos artísticos, artesanais, medicinais e de agricultura.
Segundo o Plano de Etnodesenvolvimento da Aldeia do Rio Branco desenvolvido pela Coordenadoria de Assistência Técnica Integral em parceria com a FUNAI no ano de 2012, atualmente, no Brasil, vivem cerca de 460 mil indígenas, distribuídos entre 225 sociedades, mais 190 mil que vivem fora das terras indígenas e alguns grupos ainda não contatados. Atualmente os guaranis são cerca de 30 mil indivíduos em território brasileiro. Ocupam o litoral dos estados do Espírito Santo, Rio de Janeiro, São Paulo, Paraná, Santa Catarina e Rio Grande do Sul, além de áreas da Argentina, Paraguai e Bolívia. No Brasil os Guaranis dividem-se em três subgrupos, que são: os Guarani-Kaiwá, Guarani-Nhandeva e os Guarani-M’byá. Os Guarani Nhandevá e M’byá são estimados hoje, no estado de São Paulo, em torno de 1600 pessoas que ocupam 15 áreas, entre acampamentos temporários e áreas permanentes. Destes, aproximadamente 700 indígenas ocupam 9227 ha de terras indígenas da Baixada Santista.

## A Importância da Cultura Indígena
A Fundação Nacional do Índio (FUNAI) é o órgão vinculado ao governo federal responsável pela assistência ao povo indígena e vem auxiliando na preservação de sua cultura. A importância da cultura indígena está atribuída aos seus grandes conhecimentos artísticos, artesanais, medicinais e de agricultura.
A título de exemplo, graças aos seus métodos de agricultura, as técnicas de coivara e sistema agroflorestal puderam ser desenvolvidas e aprimoradas pelos centros de pesquisas. Também, graças ao seu intenso contato com as florestas, foram os indígenas que descobriram alimentos como a mandioca, caju, guaraná e muitos outros alimentos que são comuns para a população brasileira. Já no campo medicinal, o povo indígena adquiriu, ao logo de centenas de anos, um grande conhecimento sobre as ervas medicinais e suas formas de utilização, como por exemplo, o uso da alfavaca como antigripal, diurético e hipotensora ou mesmo o boldo como auxiliar digestivo e antioxidante.
O artesanato também é uma forte herança indígena presente no cotidiano brasileiro, como acessórios e ornamentos trançados com fios e fibras, penas e sementes. Além disso, os indígenas contribuíram diretamente com a evolução do português brasileiro incorporando muitas palavras ao nosso vocabulário, como pipoca, pitar, canoa, pereba e etc. Assim, podemos dizer que seus costumes, conhecimentos e língua foram verdadeiramente agentes formadores da cultura do povo brasileiro atualmente.
Sendo assim, é importante que busquemos preservar e perpetuar essa rica e diversa cultura. Analisando essa importância, de acordo a reportagem veiculada pelo sítio da emissora Rede Globo (2012), a pesquisadora e curadora do Museu do Índio do Rio de Janeiro, Chang Whan, afirma que dissociar a cultura indígena da brasileira é um grande erro, pois “a cultura brasileira resulta da conjunção de muitas influências culturais, inclusive temos todas essas contribuições dos índios, com a influência na toponímia (nome dos lugares), na onomástica (nomes próprios), na culinária e no tratamento de saúde utilizando as ervas medicinais. Portanto, não devemos fazer essa dissociação”.

## Características Gerais da Aldeia do Rio Branco
O município de Itanhaém, assim como outros da região possui aldeias indígenas guarani. Uma das mais antigas aldeias presentes nesse município é a aldeia guarani Rio Branco, que está localizada na terra indígena Rio Branco, e pode ser acessada pela Estrada Rural do Rio Branco (Estrada Francisco Paniquar Filho) em Itanhaém/SP, ou Para os Experientes em Trilhas difíceis, Pela Trilha do Rio Branco, Que Começa na Estrada de Ferro Mairinque-Santos, em São Paulo/SP, Lembrando que essa Última é Proibida pelo Parque Estadual da Serra do Mar - Curucutu, Pois é proibido Caminhar pela Linha Férrea que Dá Acesso a Trilha Indígena.
Essa aldeia tem mais de 100 anos de existência, no entanto foi homologada somente em 1984. Com o decreto federal nº 94224 de 1987, esta aldeia foi demarcada com 2.856 hectares de terra e somente após a sua homologação e demarcação que foi possível, em 1995, a implantação de energia elétrica, que trouxe uma considerável melhoria nas condições de vida da aldeia, proporcionando, entre muitas outras coisas, a melhor conservação de alimentos, funcionamento da escola e posto de saúde.
Com isso, em 2002, a nova escola começou a ser construída. A escola que antes era uma pequena instalação de madeira, agora passa a ser uma unidade com melhores estruturas e condições para a educação. Isso possibilitou uma melhor organização social da aldeia e melhoria na qualidade de ensino dos alunos.
No âmbito da saúde, os indígenas da aldeia Rio Branco passaram a reivindicar a construção de um posto de saúde, de modo que as necessidades básicas da aldeia fossem atendidas com mais agilidade e eficiência. O posto de saúde, então, foi inaugurado em meados de 2006, porém, hoje, já necessita de reparos para melhor atendimento e acomodação dos funcionários da Secretaria Especial da Saúde Indígena (SESAI).
No ano de 2009, na aldeia, iniciaram as construções de casas pela Companhia de Desenvolvimento Habitacional e Urbano do Estado de São Paulo (CDHU). E em 2012 estava quase finalizadas. É interessante salientar que a mão de obra contratada para execução das construções era oriunda dos indígenas, o que proporcionou um aumento da renda de algumas famílias indígenas e a melhoria da alto estima de todos os seus habitantes. Com a finalização dessas obras, as famílias indígenas da aldeia Rio Branco terão melhores condições de habitação e consequentemente de saúde.

## Organização Social e Política da Aldeia
A aldeia Rio Branco, de etnia Guarani M'Bya, como de costume na cultura indígena, possui uma liderança exercida por um cacique, que é eleito através de votação pela comunidade indígena e tem um mandato de 4 anos. Ainda assim, as tomadas de decisões de interesse coletivo são realizadas de acordo com a vontade da maioria da comunidade, exercendo o cacique o papel de articulador dessas decisões.
O sistema familiar da comunidade pende ao paternalismo, onde normalmente os homens trabalham com agricultura, construção civil e outras atividades, enquanto as mulheres cuidam da casa, dos filhos e exercem funções ligadas ao setor da educação, como auxiliar de limpeza e merendeira.
A aldeia possui também um pajé, que é um líder espiritual da comunidade e tem como uma de suas funções afastar do local os maus espíritos portadores de energias negativas. Vale apontar também que, para casos mais simples, o pajé também exerce a medicina alternativa.
Existe na aldeia uma associação formalizada pelos técnicos do Instituto de Cooperativismo (ICA), CATI e FUNAI, que tem como objetivo facilitar o acesso da aldeia às políticas públicas desenvolvidas pelos governos estadual e federal. Há também no município de Itanhaém o Conselho Municipal de Desenvolvimento Rural Sustentável, entidade que tem como função representar os interesses de produtores rurais frente às iniciativas do setor em que o município tem acesso. Os indígenas possuem uma cadeira nesse conselho, entretanto sua participação se restringe em função da mobilidade prejudicada ela escassez do transporte público e pelas condições da estrada rural do Rio Branco.
Estão sendo construídas casas através da CDHU, com acompanhamento da FUNAI e mão de obra da própria aldeia. A energia elétrica, há pouco instalada, foi concebida através do programa do governo federal Luz Para Todos, o que mostra que há na aldeia políticas públicas em desenvolvimento. Atualmente, em parceria com a FUNAI, a Secretaria da Agricultura e Abastecimento do Estado de São Paulo, realiza trabalho de ATER na comunidade indígena e pleiteia sua participação no Programa de Desenvolvimento Rural Sustentável – Acesso ao Mercado (MBACIAS II).

## Aspectos Físicos da Aldeia

### Localização
A aldeia está localizada entre os municípios de Itanhaém,São Paulo e São Vicente/SP, na divisa com o Parque Estadual da Serra do Mar, na terra indígena Rio Branco, latitude 24º 1’ 10’’ S e longitude 46º 41’ 80’’ O. Os únicos acessos se dão através da Estrada Rio Branco, que margeia o Rio Branco, distante 28 km da área urbana de Itanhaém/SP, Ou pela Trilha do Rio Branco, Que começa na Estrada de Ferro Mairinque-Santos em São Paulo/SP. Para Acessar a Trilha do Rio Brancoé Preciso Acessar a linha Férrea na Antiga Estação Evangelista de Souza que Fica no Bairro do Emburá em São Paulo/SP, e a Partir desse ponto é preciso caminhar pela Linha Férrea Até o Túnel 24. Apos Alguns metros do Túnel Haverá uma placa de Área indígena, A partir daí começa a trilha. Atenção, Essa Trilha é perigosa e Não Recomendada para pessoas que não tem habilidade com Trilhas difíceis, Pois no Início ela é bem íngreme, Tem muitas Bifurcações e Alem disso é Preciso Atravessar o Rio Branco Algumas vezes. Para Pessoas sem Experiência em Trilhas, o Caminho mais Recomendado é pela Estrada do Rio Branco em Itanhaém/SP.

### Vegetação predominante e formas de relevo
A vegetação predominante é de mata atlântica, possuindo a maior parte de vegetação nativa (áreas intocadas) e áreas em todos os estágios de regeneração. O terreno da área ocupada da aldeia é plano (vale do Rio Branco), porém cercada pela Serra do Mar.

### Presença e qualidade da água, afluentes, clima da região e características do solo
A região é abundante em água, tendo como principal afluente o Rio Branco. A água usada para consumo humano provém do próprio Rio Branco, de onde é recalcada para um depósito na meia encosta da serra, seguindo de lá para as casas, escola e posto de saúde. O tipo de solo predominantemente encontrado na aldeia é o Cambissolo Háplico, com condições favoráveis para prática da agricultura, desde que bem trabalhado. O clima da região é tropical super úmido sem estação seca, apresentando oscilações térmicas razoáveis e boa ventilação. A temperatura média anual é superior a 20ºC.

## Infraestrutura da Aldeia
Atualmente, a aldeia conta com casas de pau a pique, de formato quadrado e em estado de conservação ruim, porém já estão em construção 28 casas de alvenaria através do projeto da CDHU. A aldeia também possui uma escola, com aproximadamente 30 alunos matriculados e um centro de saúde, ambos construídos em alvenaria. Conta ainda com energia elétrica e água encanada, e seu sistema de esgoto é de fossa comum. Para maior recreação dos alunos da escola, foi construído um playground em frente à escola.

## Patrimônio da Agrobiodiversidade[3]
| Diversidade Vegetal | Finalidade                                               | Diversidade Vegetal | Finalidade                                    |
| ------------------- | -------------------------------------------------------- | ------------------- | --------------------------------------------- |
| Amendoim guarani    | Alimentação                                              | Arnica              | Fins Medicinais                               |
| Bambu taquara       | Alimentação                                              | Banana ouro         | Alimentação                                   |
| Brejaúva            | Artesanato (Arco)                                        | Cambuci             | Alimentação                                   |
| Cânfora             | Fins Medicinais                                          | Capiá               | Artesanato (Semente)                          |
| Capim Cidrão        | Fins Medicinais                                          | Carobim             | Fins Medicinais                               |
| Carquejo            | Fins Medicinais                                          | Cedro               | Fins Medicinais e Artesanato                  |
| Coronha             | Artesanato (Semente)                                     | Embira              | Artesanato                                    |
| Erva baleeira       | Fins Medicinais                                          | Figueira            | Fins Medicinais (Casca)                       |
| Goiabeira           | Alimentação                                              | Madeira Leiteira    | Artesanato                                    |
| Olho de Cabra       | Artesanato                                               | Olho de Lobo        | Artesanato                                    |
| Orquídeas           | Venda e Ornamento                                        | Pacuri              | Alimentação (Polpa) e Fins Medicinais (Casca) |
| Palmito juçara      | Alimentação (Polpa) e Comercialização (Sementes e Mudas) | Tucum               | Artesanato                                    |
| Urtiga              | Fins Medicinais                                          | Uvá                 | Artesanato (flechas)                          |

## Aspectos Socioeconômicos

### População Atual
A aldeia Rio Branco é constituída por 18 famílias, somando-se aproximadamente 100 indígenas.

### Etnia e Aspectos Culturais
A aldeia Rio Branco é de etnia Guarani M’yba. Apesar de a culinária praticada na aldeia ser semelhante a do homem branco, existem alguns pratos típicos como Mandioca com Calda de Macuco, Pão de Milho, Mandioca com Banana Verde e preparados variados com animais de caça, como Paca, Porco do Mato, Tatu, Quati e etc. Entre seus costumes tradicionais, como mencionado, ainda há indígenas que praticam a caça, porém essa atividade encontra-se em processo de declínio, devido à escassez dessa fonte de alimento. Em sua crença, eles acreditam no Deus Nhanderú, onde o trovão (Tupã) é a voz de Deus. Seus rituais religiosos
são realizados na casa de reza, sendo permitida a entrada apenas dos indígenas. Normalmente, durante esse ritual, o pajé evoca espíritos de bons antepassados e pede a eles a proteção de toda aldeia, assim como de todas as outras comunidades indígenas.

### Atividades e Opções de Lazer na Comunidade
As crianças indígenas assistem aula na escola indígena e, depois dessa atividade, ficam livres para brincar na aldeia e no Playground da escola. Os jovens e adultos gostam muito de jogar futebol no campo da aldeia, de dançar forró e outros estilos, tomar banho no rio, pescar e jogar Mangá (tradicional jogo Guarani). Percebe-se também que os indígenas da aldeia já adquiriram o hábito de apreciação de aparelhos eletrônicos, como celulares, televisores, etc. Uma data comemorativa tradicional e de extrema importância é o Batismo Indígena. O batismo é realizado pelo Pajé, que na cerimônia dá os nomes indígenas às crianças. Essa cerimônia pode ser realizada em várias escalas, tanto na própria casa dos indígenas, como em grandes festas consorciadas a outras aldeias.

### Principais Atividades e Fontes de Renda
As principais fontes de renda da aldeia Rio Branco são: Artesanato (pequena escala), venda de Palmito e Plantas Ornamentais, venda de mudas de Palmito e programas sociais, como o Bolsa Família. Além disso, os indígenas dessa comunidade possuem um Sistema Agro Florestal implantado pela FUNAI, onde são produzidas diversas culturas de frutíferas e palmeiras consorciadas às espécies nativas da região. Também, no entorno de seus lares, as famílias indígenas promovem o cultivo, de mandioca, milho, batata-doce e outras culturas para consumo próprio. Há também outras fontes de renda relacionadas a atividades administrativas, sociais e educacionais da aldeia, como professores, agentes de saúde, agentes sanitários, pedreiros, merendeiras, e auxiliares de limpeza. Esses cargos são preenchidos de acordo com a vontade da comunidade, que se
reúne para definir os indígenas mais aptos a ocuparem as vagas. No caso do professor, o indígena tem que se enquadrar dentro do perfil exigido para exercer a função, como possuir curso de ensino médio completo e/ou nível superior.

### Importância do Artesanato
Sabe-se que o artesanato é uma das principais fontes de renda das famílias indígenas da região e, através dele, uma forma de perpetuação da cultura indígena entre os jovens e divulgação da cultura para toda sociedade. Além disso, o artesanato indígena é baseado em elementos da natureza e sua relação com ela, retratando seus costumes e espiritualidade. Tendo essa justificativa, observa-se a importância do estimulo e ampliação do artesanato na aldeia Rio Branco, que atualmente está perdendo força de produção.